# Pandiaka metallorum
Pandiaka metallorum är en amarantväxtart som beskrevs av Paul Auguste Duvigneaud och Van Bockstal. Pandiaka metallorum ingår i släktet Pandiaka och familjen amarantväxter. Inga underarter finns listade i Catalogue of Life.